# Bakufu
Het bakufu (Japans: 幕府), ook bekend als het shogunaat, is de regeringsvorm die bijna 700 jaar lang in Japan aan de macht was. De shōgun had de feitelijke macht, hoewel Japan ook altijd een keizer heeft gekend. Het bakufu bestond uit personen die uit de bushi (武士)-klasse kwamen. Tezamen met het Keizerlijke hof vormde het bakufu een parallelle machtsstructuur, met het Bakufu als militaire leider naast de keizerlijke staatsstructuur. In de loop van de tijd zal het Keizerlijke hof meer en meer macht moeten afstaan en wordt het bakufu de machtigste organisatie van Japan. Letterlijk betekent bakufu "tentenregering". Krijgers leven namelijk in tenten.

## Voor het bakufu
In het midden van de 12e eeuw werd Japan beheerst door een burgerlijke aristocratie bestaande uit het keizerlijk hof, aristocratische clans en boeddhistische en shintosektes. Deze kleine elite regeerde vanuit een prachtige hoofdstad waar macht gebaseerd was op rang en hiërarchie. Ze gebruikten hun machtsposities voornamelijk om hun privébezit uit te breiden. Een halve eeuw lang slaagde deze aristocratie erin om, zonder veel moeite, de macht in handen te houden.
De opkomst van de bushi-klasse bracht hier echter verandering in. De voormalige machthebbers verloren veel macht en de krijgers namen de controle over het land over.

## De drie bakufu
In de bijna zevenhonderd jaar dat het bakufu bestaan heeft, zijn er drie verschillende bakufu geweest, namelijk:
- het Kamakura-bakufu (鎌倉幕府, 1192-1333)
- het Ashikaga-bakufu of Muromachi-bakufu (足利幕府, 1336-1573)
- het Tokugawa-bakufu of Edo Bakufu (徳川幕府, 1603-1868)

### Kamakura-bakufu

#### Minamoto no Yoritomo (源頼朝, 1147—1199)
Na de nederlaag van de Taira (平)-clan bij de Slag van Dan-no-ura (1185) greep Minamoto no Yoritomo de macht over Japan. In 1189 schakelde hij zijn jongere broer Minamoto no Yoshitsune (源 義経, 1159–1189) uit en in 1192, bij de dood van keizer Go-Shirakawa (後白河), kreeg hij officieel de titel van Shōgun en stichtte hij te Kamakura een bakufu. Officieel had de Shōgun alleen de militaire macht. De keizer en zijn hofhouding hadden echter geen militaire voorzieningen om hun macht te beschermen, zodat de keizer zijn macht verloor. In werkelijkheid lag de macht dus volledig in handen van de Shōgun.

#### De machts- en staatsstructuur van het Kamakura-bakufu
- Samurai-dokoro (侍所): belast met de militaire en politionele zaken en de controle over de vazallen.
- Monchū-jo of Monjū-sho (問注所): juridische instelling om geschillen tussen de vazallen te beslechten.
- Kumon-jo of Mandokoro (政所): bureau voor algemeen politieke en financiële zaken, verantwoordelijk voor de uitvaardiging van de meeste edicten van de shōgun.
- Hyōjōshū (評定衆, Staatsraad): een college van raadgevers dat het hoogste gezag van hetbakufu uitoefende. Gecreëerd door de derde shikken (執権, regent van de shōgun) Hōjō Yasutoki (北条 泰時, 1183-1242)
- Hikitsukeshū (引付衆, het Bureau der Coadjutoren): Dit was een instelling belast met het onderzoek van aanklachten, ondergeschikt aan de Staatsraad. Deze instelling is in 1249 toegevoegd onder Hōjō Tokiyori (北条時頼, 1227-1263)

Deze vijf instellingen hadden directe bevoegdheid over de vazallen van het bakufu. Deze vazallen waren dus de bushi die in hun eigen regio optraden als de plaatselijke bestuurder en er direct gezag over de boerenbevolking uitoefenden. Het bakufu was een soort arbitrage-instelling die de vrede en de orde tussen de militaire landheren moest handhaven. Dit is de belangrijkste verwezenlijking van het bakufu.
Op het lokale vlak, in het dorp, werd de macht gedeeld door de plaatselijke landheer en de rentmeester (jitō, 地頭). De twee ambten vielen in de praktijk meestal samen in dezelfde persoon. De plaatselijke landheer beschikte over een aantal slaven, maar de overgrote meerderheid van zijn onderdanen waren myōshu-boeren, die hij onder militaire dwang aan hun gronden bond en van wie hij pachtrente (nengu, 年貢) en corvee opvorderde. Zij hadden dus de status van horige. De grondbezitters zelf stonden onderling ook in een verband van dienaar en heer, met andere woorden, van leenman en leenheer. De grondbezitter was leenheer van de boeren die op zijn land werkten en was op zijn beurt dan weer vazal van het bakufu. We hebben hier bijgevolg te maken met een feodale staats- en maatschappijvorm.

#### De Hōjō-clan (北条氏)

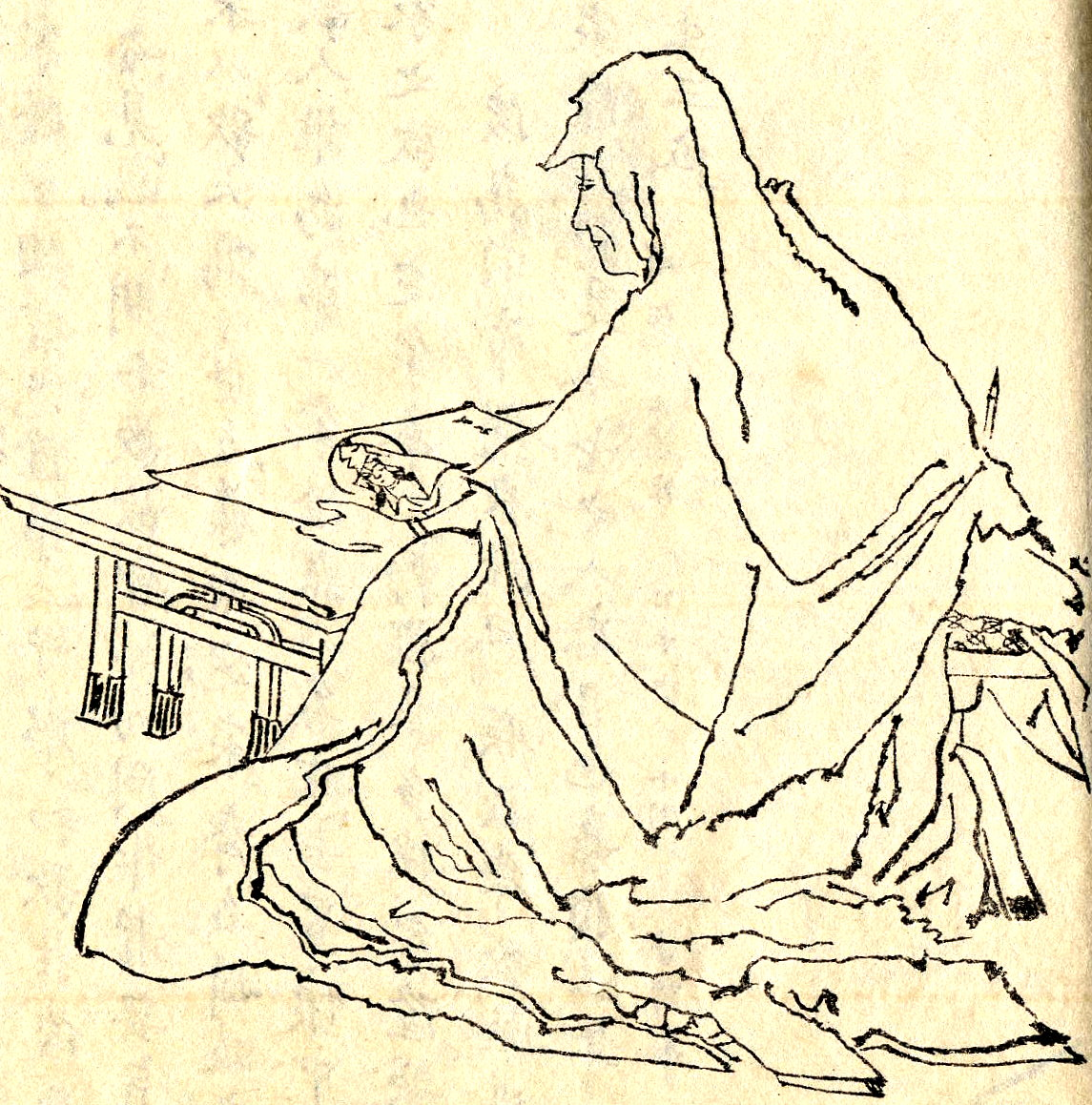
Hojo Masako

In 1199 stierf Yoritomo en ontstond er een machtsstrijd tussen zijn belangrijkste vazallen. De Hōjō-clan, de familie waartoe zijn weduwe Hōjō Masako (北条政子, 1157-1225) behoorde, slaagde erin de macht in handen te nemen. In 1203 werd Masako's vader regent van het Administratief Bureau, de hoogste positie in de bakufu-administratie. Tot het einde van het Kamakura-Bakufu in 1333 slaagde de Hōjō-clan erin deze positie binnen hun eigen clan te houden. De shōgun diende alleen nog als een soort façade en had niet de minste feitelijke macht meer. In 1219 reeds waren alle directe nakomelingen van Yoritomo uitgeschakeld. Een Fujiwara (藤原)-hoveling, twee jaar oud en vaag met Yoritomo verwant, werd uit Kyoto gehaald om als shōgun dienst te doen. De Hōjō-clan had vanaf dan de macht echt in handen.

#### Het Jōkyū-incident (承久の乱)
De op achttienjarige leeftijd afgetreden keizer Go-Toba (後鳥羽, 1180-1239) wou de diarchie ongedaan maken zodat de keizer terug de macht in handen zou hebben. Als ex-keizer (jōkō, 上皇) had hij de vrijheid om zijn machtsbasis uit te bouwen. Hij slaagde erin de In-no-chō (院庁) op te richten die de belangrijkste instantie van politieke besluitvorming in de hoofdstad werd. Ex-keizer Go-Toba rekruteerde vazallen van het bakufu en andere krijgers voor zijn persoonlijke wacht. In 1221 besloot hij ten strijde te trekken tegen het bakufu in Kamakura. Hiervoor had hij steun verwacht uit verschillende hoeken. Maar zowel de steun van de bushi die niet verbonden waren aan het bakufu, als de steun van de kloostermilities en de hoofdstedelijke aristocraten bleef uit. Hierdoor verloor Go-Toba’s leger tegen de Hōjō-legers en werd de hoofdstad bezet.
Als gevolg van dit incident werd de regerende keizer afgezet en drie ex-keizers, waaronder Go-Toba zelf, verbannen. Er werd een inspecteur-generaal ( Tandai, 探題) aangesteld met zijn zetel in de hoofdstad, die op het keizerlijk paleis toezicht moest houden. Net zoals het regentschap bleef dit ambt binnen de Hōjō-clan. Voortaan gaf de Hōjō-clan zijn zegen over iedere troonopvolging en iedere verandering van naam van regeringsperiode (nengō, 年号). Bovendien confisqueerde de Hōjō-clan gebieden van Go-Toba en zijn medestanders.

#### Jōei-code (Jōei Shikimoku, 貞永式目)
Dit is de eerste codificatie van samoerai-recht.

#### Ondergang van de Hōjō-clan
De Hōjō-clan verloor macht en ging uiteindelijk ten onder door twee elementen:
- Meer plaatselijke autonomie voor boeren/samoerai en rentmeesters/landgoed-beheerders
- De twee Mongoolse invasies van Japan

##### Meer plaatselijke autonomie
De bovenlaag van de myōshu-boeren evolueerde tot bushi of verrijkte zich met handel en geldleningen. Deze sociale groep werd onder meer als kokujin (国人), kunishū (国衆) of jizamurai (地侍) aangeduid. De andere myōshu-boeren vervielen meer en meer tot keuterboeren. De slaven van de rentmeester (genin; 下人) werden ook autonomer. Zij mochten eigen landbouwwerktuigen hebben en kregen land om voor zichzelf te bewerken.
De grote groep keuterboeren werd, door de jizamurai, per dorp georganiseerd in hechte verbanden (sō, 惣). Deze sō waren onafhankelijk van de shōen (belastingsvrije gronden, 荘園 of 庄園) samengesteld. De sō konden zich beter verweren tegen de landheren (ryōshu, 領主) en rentmeesters. De corvee werd verlaagd en ze moesten enkel een vaste jaarlijkse rente in natura betalen.
Om op deze sociale veranderingen in te spelen en de dorpen in hun gezagsstructuur te brengen moesten de landheren zich integreren in de dorpen. Voor de bakufu-vazallen (gokenin, 御家人) was dit niet gemakkelijk omdat ze georganiseerd waren in grote patriarchale families met meervoudig erfrecht. Het meervoudig erfrecht hield in dat iedere zoon recht heeft op een deel van de erfenis, maar dat de oudste zoon het belangrijkste deel kreeg en de nieuwe pater familias van de familie werd. De pater familias had het gezag over de familieleden en was verantwoordelijkheid verschuldigd aan het bakufu. Door de vorming van de sō’s moesten de landheren zich terplaatse vestigen om belastingen te kunnen innen. Dit zorgde ervoor dat de verschillende erfgenamen zich in hun eigen gebieden gingen vestigen en hierdoor meer autonomie tegenover de pater familias kregen.
Om dat tegen te gaan streefde de pater familias naar een onverdeeld erfrecht voor de oudste zoon. Interne familietwisten om erfenissen werden echter steeds heviger en bloediger naar het einde van de Kamakura-periode toe. Het bakufu slaagde er niet meer in haar rol van arbitrage-instelling, die dus de vrede en de orde tussen de militaire landheren moest handhaven, te vervullen. Dit verzwakte de controle over de vazallen.
Er ontstonden voortdurend twisten tussen de rentmeesters en de grootgrondbezitters (ryōke) enerzijds en de shōen beschermers (honjo) anderzijds omdat de honjo hun belastinginkomsten niet meer ontvingen. De rentmeesters hadden het voordeel dat ze op het landeigendom zelf woonden en zo meer macht over het gebied hadden. In het midden van de dertiende eeuw bogen ze het systeem om in hun voordeel en verbonden ze zich ertoe een vast bedrag belastingen te betalen aan de grootgrondbezitters en honjo. Dit deden ze via een overeenkomst: de jitō-uke (地頭請). De rentmeester kreeg verder vrij spel in de shōen en hij mocht zoveel extra belasting vorderen als hij wilde. Heel vaak werd de shōen opgedeeld in twee delen (shitaji-chūbun, 下地中分) waarvan een voor de ryōke en een voor de rentmeester. Zo vergrootte de macht van de rentmeesters maar vielen de shōen uiteen en verdween het meervoudig grondbezit dat tijdens de Heian-periode (794-1185) ontstaan was. Dit was in het voordeel van personen lager in de bezitshiërarchie omdat zij op het land woonden.

##### De twee Mongoolse invasies van Japan
De bushi die het bakufu bijstonden in de verdediging tegen de Mongolen verwachtten van het bakufu een beloning. Het bakufu was namelijk de leenheer en moest aan zijn vazallen een beloning geven voor hun verleende diensten. Aangezien er bij de verdediging van Japan geen nieuwe grond gewonnen was, kon het bakufu ook geen nieuwe gronden geven aan zijn vazallen. Dit zorgde ervoor dat de vazallen misnoegd waren en hun trouw aan het bakufu meer en meer verloren.

##### De opstand tegen de Hōjō-clan
De Tokusō (得宗)-tak van de Hōjō-clan vergrootte steeds zijn macht waardoor er interne twisten ontstonden in de Hōjō-clan. Dit zorgde ervoor dat de bakufu-instellingen, die een evenwicht tussen de verschillende machtige clans hadden moeten garanderen, alle effectieve betekenis verloren. Daardoor werd de Tokusō-tak het mikpunt van alle misnoegde groepen in de maatschappij: hovelingen, tempels en heiligdommen, kokujin, jizamurai en gewone boeren. Het verzet diende alleen nog een boegbeeld te vinden waar het zich rond kon verzamelen. Keizer Go-Daigo (後醍醐, 1288-1339) vervulde deze rol.
Go-Daigo beraamde een complot tegen de Hōjō-clan maar dit plan lekte uit. De Hōjō-clan liet de samenzweerders vatten, maar de keizer bleef buiten schot. Onmiddellijk begon hij een nieuw complot te beramen. Hij probeerde opnieuw een leger samen te stellen uit bushi van keizerlijke en aristocratische shōen en kloosterlegers, maar het plan kwam in 1331 aan het licht. Hierop vluchtte Go-Daigo naar Nara, waar hij hulp kreeg van een bekende jizamurai uit de streek, Kusunoki Masashige (楠木正成, 1294-1336). Desondanks kon de Hōjō-clan de keizer toch nog grijpen en verbande hem naar het eiland Oki (隠岐).
Daarop zette de Hōjō-clan keizer Kōgon (光厳, reg. 1331-1333) op de troon. Dit was echter te laat. De vlag van de opstand was gehesen en overal kwamen de anti-Hōjō-krachten in verzet. Ashikaga Takauji (足利尊氏, 1305-1358) was er door het bakufu op uitgestuurd naar de hoofdstad om de opstandelingen te onderdrukken. Toen hij de omvang van het verzet zag veranderde hij van kamp en keerde zich tegen het bakufu. Ongeveer tegelijkertijd rukte Nitta Yoshisada (新田義, 1301-1338) op naar Kamakura en roeide er de Hōjō-clan uit (1333). Daarmee viel het doek over het Kamakura-Bakufu.

### Muromachi-bakufu

#### Kort herstel van de keizer
Kort na de val van het bakufu keerde Go-Daigo, die uit zijn ballingsoord ontsnapt was, terug naar Kyoto en installeerde er zijn eigen administratie, inclusief een staatsraad, Kirokujo (記録所) genaamd. In de provinciën behield hij het systeem van provinciale ambtenaren (kokushu, 国守) en politiecommissarissen (shugo, 守護). Op deze posten plaatste hij zijn medestanders, zowel aristocraten als bushi. In 1334 kondigde de keizer een nieuwe nengō af die hij Kenmu doopte. Deze periode noemt men de Kenmu (建武)-restauratie: het herstel van de keizerlijke macht door Go-Daigo.
Dit kortstondig herstel van de keizer was vanaf het begin gedoemd om te mislukken. Het ging volledig in tegen de maatschappelijke tendens naar feodalisering. Bovendien beloonde de keizer de militairen die hem geholpen hadden niet. Van sommigen confisqueerde Go-Daigo zelfs gronden. Daarentegen vervreemdde hij de militairen door de keizerlijke familie en aristocratie wel te belonen.
Nog geen jaar na de restauratie begon keizer Go-Daigo aan de bouw van een nieuw keizerlijk paleis. Om het te financieren hief hij zware belastingen. Daarnaast liet de keizer papieren geld drukken en verplichtte het gebruik ervan, waardoor hij het volk tegen zich in het harnas joeg.

#### Ashikaga Takauji (足利尊氏) neemt bezit van Kyoto
Takauji was de beste generaal van het Kamakura-Bakufu, maar hij keerde zich tegen het bakufu en werd een medestander van Go-Daigo. Nadat hij Kyoto bevrijdde van het bakufu richtte hij er een Militair Bureau op, Bugyōsho (奉行所) genaamd, dat dezelfde functies vervulde als het Samurai-dokoro van het Kamakura-bakufu. Dit bureau werd de rivaal van het door de keizer opgerichte Militair Bureau, Musha-dokoro (武者所) genaamd.
In 1335 trok Takauji met zijn leger naar het oosten om er Kamakura te ontzetten, dat in handen was gevallen van een groepje Hōjō-loyalisten. Vanuit Kamakura lanceerde hij dan een aanval om Kyoto te bevrijden van Go-Daigo en zijn medestanders. Hij zocht een onderkomen in Kyushu, vormde er een nieuw leger met behulp van plaatselijke landheren en marcheerde andermaal op naar Kyoto. Ditmaal wist hij de keizerlijke troepen, die erg gedund waren door afvalligheid, beslissend te verslaan, en Kyoto te bezetten.

#### Takauji wordt shōgun
Dadelijk plaatste Takauji keizer Kōmyō (光明, reg. 1336-1348) op de troon. Naar het voorbeeld van de Jōei-code vaardigde hij de Kenmu-code (Kenmu-shikimok, 建武式目) in zeventien artikelen uit en richtte een bakufu op in de Muromachiwijk te Kyoto. Het hoogste ambt was dat van assistent (shitsuji, 執事) en het werd bekleed door Takauji's vertrouweling Kō no Moronao (高師直, ?-1351). In 1338 krijgt hij de felbegeerde titel van shōgun. De Kenmu-restauratie stelde dus niet veel voor want het bakufu bleef aan de macht en de keizer had nog steeds geen feitelijke macht.

#### Politieke veranderingen

##### Lokaal
Takauji probeerde zo veel mogelijk gebruik te maken van de overgeleverde Hōjō-machtsstructuur. Leden van zijn eigen familie en vertrouwelingen uit de bushi-klasse benoemde hij op de posten van politiecommissaris. Ook krijgen zij de volmacht om de bushi binnen hun gebied te beoordelen op hun verdiensten en gronden uit te delen als beloning. Zij kregen met andere woorden het gezag over de plaatselijke bushi-gemeenschap in hun gebied.
Takauji's financiële basis was het shōen-systeem. Hij diende er dus voor te zorgen dat zijn ambtenaren, de rentmeesters, in hun onverzadigbare honger naar macht, rechten en gronden, niet zover gingen dat ze zijn financiële fundering vernietigden.
De assistent Kō no Moronao vond de gematigde koers van compromis tussen de nieuwe militaire macht en de gevestigde orde niet goed. Hij vertegenwoordigde de radicale strekking, die de macht van de shōen-bezitters teniet wou doen ten voordele van de landsamoerai. Dit was in strijd met de bakufu-politiek van evenwicht, waarop zijn macht juist gebaseerd was. Takauji's jongere broer, Tadayoshi (直義, 1306-1352) was een groot tegenstander van Kō, en vermoordde Kō in 1351.
Tussen Takauji en Tadayoshi was er ook rivaliteit. Dit zorgde voor een burgeroorlog die door Takauji werd gewonnen maar de Ashikaga's verzwakte.
Tijdens de burgeroorlog hadden de lokale landheren (ryōshu) en de landsamoerai (kokujin en jizamurai) van de wanorde gebruikgemaakt om de territoria van de shōen meer en meer te verminderen. Om terug meer macht op het land te krijgen moest Takauji toegevingen doen aan de lokale militairen en dus hun afbraak van de shōen in zekere mate erkennen. Onmiddellijk na Tadayoshi's dood in 1352 zag het bakufu af van haar onvoorwaardelijke bescherming van de shōen en deed een historische toegeving aan de lokale samoerai. Er werd een nieuwe wet afgekondigd die de politiecommissarissen van acht centrale provinciën volmacht gaf om de helft van de jaarlijkse pachtrente (betaald in rijst) te verdelen onder de bushi van hun provincie als zogenaamde ravitailleringstaks (hyōrō,兵糧). Deze wet legaliseerde de inbeslagneming van vijftig procent van de belastingen. Dit verhoogde de macht van de commissarissen en verminderde die van de landeigenaars. In 1368 gold de wet over heel het land. De grote winnaar was de commissaris die nu de middelen had om vazallen te rekruteren onder de lokale samoerai. Dit had als gevolg dat hij meer macht had dan de landeigenaar en zich onafhankelijker ging opstellen tegenover het bakufu.
Deze politiecommissarissen (shugo) groeiden uit tot feodale heren, shugo- (守護大名). Ze hadden feitelijk gezag over grote gebieden en zowel de bushi als de kleine landheren waren aan hen onderworpen. Aan de ene kant ondermijnden zij de macht van de aristocratische en de religieuze instellingen, aan de andere kant organiseerden en controleerden zij de lokale samoerai en boeren.
Het bakufu probeerde de groei van deze shugo- tegen te gaan omdat ze te veel autonomie kregen, maar slaagde daar niet in.

##### Centrale instellingen

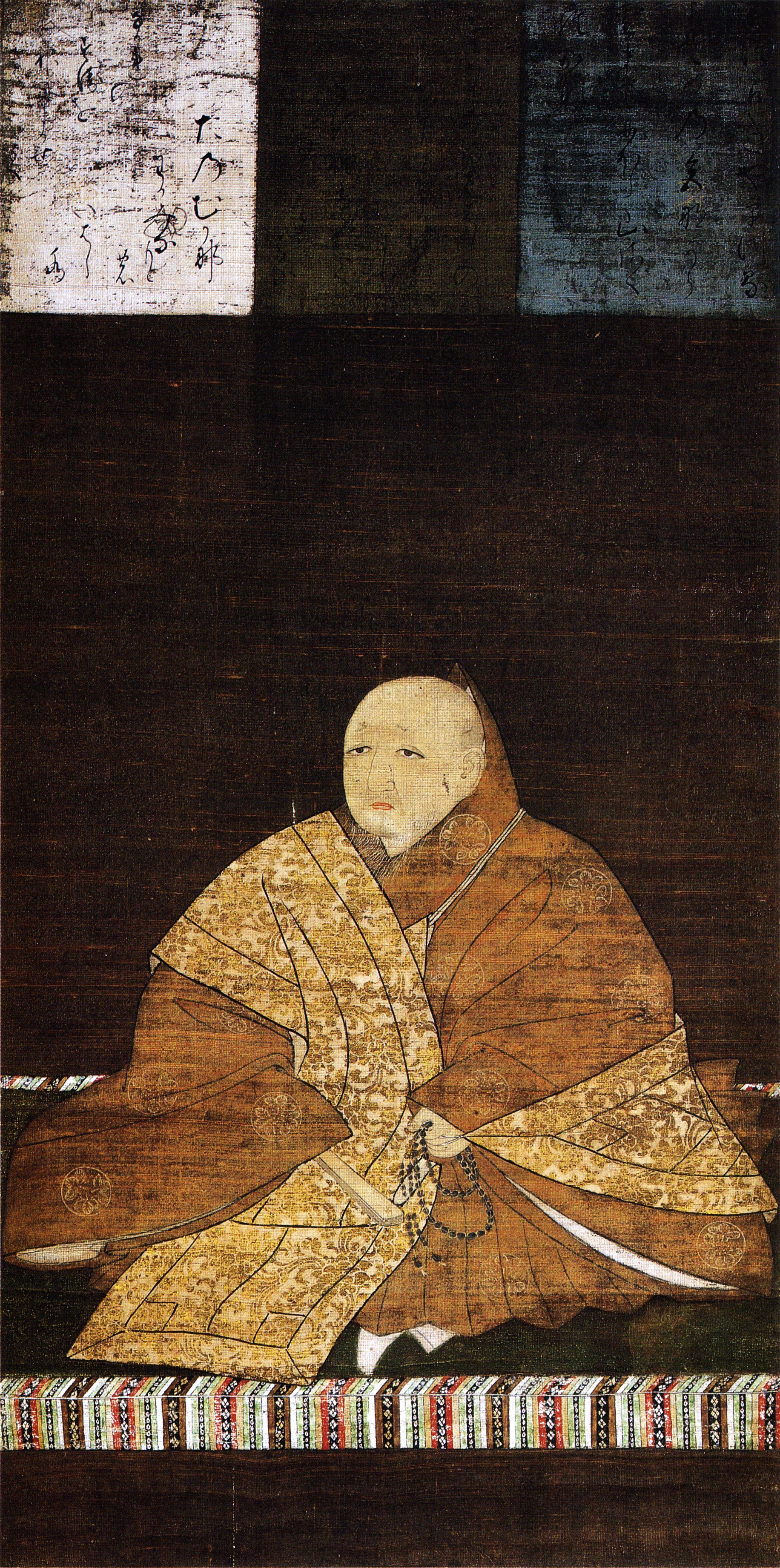
Yoshimitsu Ashikaga

Ashikaga Yoshimitsu (足利 義満, 1358-1408) was de derde shōgun van het Muromachi-bakufu.
Samen met de hulp van zijn secretaris (shitsuji, 執事), Hosokawa Yoriyuki (細川頼之, 1329-1392), hervormde hij de regeringsstructuur. De economische en militaire grondslagen van het Muromachi-bakufu waren te zwak om naar een autocratische regeringsvorm te kunnen terugkeren. De shugo-daimyō waren zo machtig geworden, dat zonder een belangrijke inbreng van hun kant in de politieke besluitvorming, regeren onmogelijk was.
Het ambt van assistent was oorspronkelijk geen regeringsambt, maar een privéambt in dienst van de pater familias van de Ashikaga-clan. Assistenten hadden veel invloed, maar geen formele macht. Het eerste wat Yoriyuki deed was het ambt van assistent omvormen tot het ambt van vice-shōgun ( kanrei, 管領,of kanryō). Dit ambt werd vervuld door een lid van een van de drie families die in de zijlijn aan de Ashikaga verwant waren. Namelijk de Hosokawa (細川), de Shiba (斯波) en de Hatakeya (畠山). Het ambt was dus geen monopolie van één familie, zoals het regentschap onder de Hōjō. Onder de shōgun en de vice-shōgun waren er vijf centrale instellingen:
- Het Administratief Bureau (Mandokoro 政所)
- Het Gerechtelijk Bureau (Monchūjo 問注所)
- Het Bureau der Samoerai (Samurai-dokoro 侍所)
- De Staatsraad (Hyōjōshū 評定衆)
- Het Bureau der Coadjutoren (Hikitsukeshū 引付衆)

Deze instellingen hadden hun wortels in het Kamakura-bakufu maar er waren toch enkele veranderingen. Het Gerechtelijk Bureau was al zijn macht verloren en het administratief bureau beperkte zich tot financiële zaken. Het Bureau der Samoerai was het belangrijkste. Het hoofd ervan, shoshi (所司) genaamd, was na de vice-shōgun de machtigste man in de regering. Bovendien was de shoshi ook politiecommissaris van de provincie Yamashiro (山城), waar de hoofdstad in lag. Het ambt was voor leden van maar vier clans voorbehouden. Namelijk de Yamana (山名), Akamatsu (赤松), Kyōgoku (京極) en Isshiki (一色).
Omdat de twee voornaamste ambten, dat van vice-shōgun en dat van shoshi het exclusieve recht waren van respectievelijk drie en vier families, karakteriseert men het Muromachi-Bakufu als sankan-shishiki (三管四職). De bedoeling van dit roterend systeem van benoemingen was de machtige shugo-daimyō zo veel mogelijk in de politieke besluitvorming aan bod te laten komen. Bovendien konden ze zo een machtsevenwicht creëren, waarover de shōgun de leidinggevende figuur vormde.

#### Ondergang van het Muromachi-bakufu
De boeren die zich in sō verenigden kregen zoveel macht dat ze zich durfden meten met de beheerder van een shōen of zelfs een politiecommissaris (shugo).
Er ontstonden volksopstanden (do-ikki of tsuchi-ikki 土一揆) die gericht waren tegen het bakufu. Daarbovenop negeerden de daimyō de shōgun. Het bakufu probeerde wanhopig de daimyō's onder controle te houden, maar deze kregen meer en meer macht. Omdat de boeren en de daimyō's meer macht wilden ontstond er opnieuw een burgeroorlog, de Ōnin-oorlog (Ōnin no Ran, 応仁の乱1467–1477). Op het einde van de Ōnin-oorlog was het land in nog kleinere gebiedjes opgedeeld die rechtstreeks beheerd werden door hun daimyō's en het bakufu was zo verzwakt dat het zijn centrale macht verloren was.
Ten slotte werd in 1573 het Muromachi-bakufu omvergeworpen door de Sengoku-Daimyō (戦国大名) Oda Nobunaga (織田信長, 1534–1582).

### Tokugawa-bakufu

#### Tokugawa Ieyasu (徳川家康, 1542–1616) sticht het bakufu te Edo (江戸)[8]
Tokugawa Ieyasu was een trouwe volgeling van Oda Nobunaga, maar na diens dood nam Toyotomi Hideyoshi (豊臣秀吉, 1536-1598) de macht in handen. Vanaf dat moment hield Ieyasu zich op de achtergrond om zijn eigen machtsbasis te kunnen uitbouwen. Hij kon zich afzijdig houden van de aanvallen op Korea zodat hij na het overlijden van Hideyoshi een van de machtigste daimyō's van het land was.
Door zijn overwinning in de Slag van Sekigahara (関ヶ原, 1600) kon hij de macht grijpen. Dit werd formeel bevestigd in 1603 wanneer hij door keizer Go-Yōzei (後陽成) tot shōgun benoemd werd. Omdat hij van Minamoto no Yoritomo afstamde had hij meer recht op die titel dan Hideyoshi. De eerste jaren van het door hem in Edo gestichte bakufu werden nog wat vertroebeld door de strijd tegen de Toyotomi-clan en zijn getrouwen.

#### De Tokugawa's verstevigen hun macht

##### De Tokugawa's vernietigen de Toyotomi-clan
Om het hele land volledig onder de controle te brengen van het bakufu moest de Toyotomi-clan uitgeschakeld worden. De Tokugawa's vonden echter geen goede reden om de wapens op te nemen. Ieyasu nam dan maar zijn toevlucht tot een vergezocht excuus om de Toyotomi-clan aan te vallen.
In 1611 had Hideyoshi de tempel Hōkōji laten heropbouwen. Toevallig stonden in een van de tempelklokken die gegoten werden twee spreuken die door Ieyasu als beledigend werden ervaren. De eerste was de vier karakters tellende wens "vrede en rust over het vaderland". Het tweede karakter was identiek aan dat van Ie (家), het vierde dat van Yasu (康). Ieyasu vond dit een vloek om zijn kamp te verdelen. De tweede spreuk was "Overvloed en geluk voor heerser en onderdanen, welvaart voor de nakomelingen". Met veel fantasie kon men dit lezen als: "Met Toyotomi als heerser, zullen we de vreugde beleven dat onze nakomelingen welvaart kennen". Ieyasu eiste dat de inscripties verwijderd werden, maar Hideyoshi weigerde. Daarop volgde een campagne om Osaka te onderwerpen en de Toyotomi's uit te schakelen. Er waren twee campagnes nodig om dit te verwezenlijken. Eén in de winter van 1614 en één in de zomer van 1615. Het land was nu volledig onder de controle van het Bakufu.

##### Bakuhan-taisei (幕藩体制)
Om een gecentraliseerd feodaal bestuur te verkrijgen voerde het bakufu een strikt beleid inzake administratieve, politionele en sociale controle. Het politieke en maatschappelijke stelsel berustte op een klassenonderscheid tussen samoerai, boeren, ambachtslui en handelaars. Elk van deze standen had een specifieke maatschappelijke opdracht die nageleefd moest worden.
Het bakufu wou de daimyō's en de boeren onderwerpen en de keizer zijn bewegingsvrijheid ontnemen om haar controle over het land te vergroten.
Het centrale politieke en administratieve bestuur werd door de Tokugawa-clan en de clans die hem trouw waren, gemonopoliseerd. In deze trouwe clans had men twee niveaus. Het eerste niveau waren de Shinpan (親藩, verwante clans) die geleid werden door de Go-sanke (御三家, De drie families). De Go-sanke waren drie families die rechtstreekse afstammelingen waren van Ieyasu en die ingeval de shōgun geen nakomelingen had, het privilege hadden een opvolger uit hun rangen aan te wijzen. Deze drie families waren de heren van Owari (尾張), Kii (紀伊) en Hitachi (常陸). Het tweede niveau waren de Fudai (普代). Zij waren trouwe vazalclans uit de tijd voor de slag bij Sekigahara. Uit deze families werden ook bestuurders gerekruteerd om in de centrale administratie dienst te doen.
De Tozama (外様, Buiten-heren) vormden het derde niveau in de clans. Zij waren geen vertrouwelingen van de Tokugawa-clan, maar werden zo veel mogelijk aan de controle van de Shinpan en Fudai onderworpen. Bovendien kregen de Tozama geen functies toevertrouwd in het bakufu-bestuur en er werd naar gestreefd hun invloed zo veel mogelijk te beperken tot het hun toebedeelde leengebied of han (藩).
Alle daimyō's, tot welk niveau ze ook behoorden, waren trouw verschuldigd aan de shōgun, in ruil voor diens Go-on (御恩, Welwillende toegeeflijkheid). Binnen de domeinen onder hun respectievelijke controle hadden de daimyō's en de shōgun onafhankelijk bestuursrecht.
De benaming van het bestuursstelsel, baku-han-taisei, geeft dus aan dat de nationale macht in handen was van het bakufu en de regionale macht in handen van de daimyō's.
Het bakufu controleerde dus de daimyō's, maar ze waren vrij om hun respectievelijke han naar eigen keuze te besturen. De grootste vrees onder het bakufu was dat de vijandige daimyō's een coalitie zouden vormen die het regime ten val kon brengen. Er werd dan ook al het mogelijke gedaan om, door middel van het confisqueren van hele han of gedeelten ervan en die toe te vertrouwen aan Shinpan of Fudai, dergelijke ontwikkelingen te voorkomen. De gronden langs de wegen van en naar Edo en Kyoto werden zo veel mogelijk onder het toezicht van het bakufu gegroepeerd. In Edo, Osaka, Kioto en Sunpu werden strategische forten in permanente paraatheid gehouden. "De drie families" kregen han toegewezen op strategische plaatsen ten oosten en westen van Edo en het gebied ten zuiden van Osaka. De Tozama kregen gebieden afgelegen van de bestuurlijke centra , in noordoostelijk Honshū en Zuidwestelijk Japan. De Fudai werden tussenin geplaatst om de bewegingen van de Tozama in het oog te houden. Deze strategische schikkingen werden grotendeels in de jaren kort na de Slag van Sekigahara geregeld en bleken gedurende meer dan 200 jaar afdoende te zijn. Het was pas in de 19de eeuw dat het bakufu zijn greep zou zien verzwakken, en Tozama uit het verre westen een anti-Tokugawa-beweging op gang zouden brengen.

##### Buke shohatto (武家諸法度, 1615)
Naast een feodale eed van trouw moeste de daimyō's zich onderwerpen aan strikte wetten, de buke shohatto (Wetten voor de militaire families). Kort na de val van Osaka in 1615 werd voor het eerst de code uitgevaardigd. Dit gebeurde in de naam van de tweede shōgun Tokugawa Hidetada.Het waren dertien artikelen die het gezag van de shōgun over de daimyō's omschreven, en algemene verplichtingen voorzagen die de daimyō's op straffe van zware vergeldingsmaatregelen op zich moesten nemen. Doorgaans vaardigde elke nieuwe Shōgun een eigen buke shohatto uit.
Vanaf de derde shōgun Iemitsu (家光, 1604-1651, reg. 1623-1651) werd het definitieve idee vastgelegd. De in 1635 uitgevaardigde buke shohatto voorzag o.a. in volgende bepalingen:
- verbod om grote schepen te bouwen
- verbanning van de jezuïeten uit Japan
- beperkingen inzake het verkeer van goederen en personen
- sankin kōtai-sei (参勤交代制): de plicht van de daimyō's om op geregelde tijdstippen naar Edo te gaan
- etc...

In totaal waren er 21 artikelen. Het aantal artikelen mocht dan wel verschillen naargelang de opvattingen van de verschillende shōgun, de geest van de buke shohatto bleef wel min of meer onveranderd. Het was een bestuurlijke controle op militaire leest geschoeid.

###### Sankin kōtai
Deze maatregel had als doel de daimyō's te verzwakken. Er werd hen zo veel mogelijk kansen om in opstand te komen ontnomen en ze leden zware financiële aderlatingen.
In Iemitsu zijn buke shohatto werd gestipuleerd dat iedere daimyō om het jaar voor enkele maanden naar Edo moest komen en zijn opwachting bij de shōgun moest maken. Zij verplaatsten zich met een groot gevolg in marsorde, zoals het een krijgsheer paste, maar dat kostte hen wel een hele hoop geld. Op die manier probeerde het bakufu de banden van de daimyō's met hun ondergeschikten in hun respectievelijke han zo veel mogelijk te verzwakken en hen op kosten te jagen.
Daarnaast waren de daimyō verplicht hun vrouw en kinderen in Edo te huisvesten. In feite leefden ze daar als gijzelaars, maar hun levensomstandigheden waren gelijk met hun stand. Dit betekende dat de daimyō 's twee residenties dienden te onderhouden. Dit kostte veel geld. De financiële kost en de gijzeling van hun familie zorgde ervoor dat de daimyō's niet veel kans hadden om in opstand te komen.

###### O-tetsudai bushin (御手伝普請, Solidariteitsbijdragen)
De daimyō's moesten verplicht mee betalen voor het herstellen van de forten van het bakufu en voor het aanleggen van wegen, bruggen, etc. Dit zorgde voor de verarming van de samoerai-klasse.

##### Kinchū narabi ni kuge shohatto (禁中並公家諸法度)
Ook de aristocratie moest zich onderwerpen aan strikte wetten. Deze regelset heette Kinchū narabi ni kuge shohatto (Wetten voor het hof en de aristocratische families, 1615). Hierin werd de functie van keizer beperkt tot louter ceremoniële zaken en mocht hij zich niet meer bezighouden met politiek. De benoeming van de keizerlijke administratie kwam ook in handen van het bakufu.
Later, bij het Purperen Habijt-incident (shie jiken, 紫衣事件) slaagde het bakufu erin om zelfs de macht om de keizers te benoemen in handen te krijgen.

#### Het bestuur

##### Centrale instellingen
De centrale bestuurlijke instellingen waarvan het bakufu zich bediende kregen gestalte onder het bestuur van de eerste drie Tokugawa shōgun's. De belangrijkste organen waren:
- Tairō (大老, Grote Wijzen): Oorspronkelijk bestonden ze onder Hideyoshi vijf personen, later gereduceerd tot één persoon. Hun taak was advies te formuleren inzake belangrijke beleidsopties, en als regenten op te treden zolang een shōgun minderjarig was. Het was geen permanente positie, maar werd alleen in crisisperiodes geïnstalleerd.
- Rōjū (老中, Raad van Wijzen): Hun opdracht bestond zowel uit adviseren als een administratieve functie. Afhankelijk van shōgun tot shōgun waren er vier à zes rōjū, die elkaar om de maand aflosten. Hun functies werden in een ordonnantie van 1634 duidelijk omschreven. Met name het regelen van de betrekkingen met de keizer, het keizerlijk hof, de keizerlijke prinsen die een religieuze functie uitoefenden, supervisie van de daimyō's met een han van meer dan tienduizend koku (石)[10], controle over het bestuur van de eigendommen van de shōgun, de munt, de publieke werken, kloosters en heiligdommen...
- Wakadoshiyori (若年寄, Jonge Wijzen): Zij stonden de rōjū bij. De Jonge Wijzen bestonden uit drie tot vijf personen die elkaar om de maand aflosten. Hun belangrijkste opdracht was toezicht houden op het doen en laten van de hatamoto (旗本, banierdragers).[11]
- ōmetsuke (大目付, Groot Inspecteur) en metsuke (目付, Inspecteur): Dit was een soort van militaire politie van het bakufu. De ōmetsuke (vier ambtenaren) waren ondergeschikten van de rōjū en hadden als opdracht alle daimyō's in het oog te houden. De metsuke (zestien in totaal) vielen onder de wakadoshiyori en hadden dezelfde opdracht in verband met de hatamoto.
- San-bugyō (三奉行, Drie soorten Commissarissen): Dit waren de jisha-bugyō (寺社奉行), de machi-bugyō (町奉行) en de kanjō-bugyō (勘定奉行). De vier commissarissen van het jisha bugyō waren verantwoordelijk voor de controle op de religieuze instellingen, zowel boeddhistische als shintoïstische, en supervisie van de geestelijken. Twee machi-bugyō stonden in voor het bestuur van de hoofdstad Edo op juridisch, politioneel en administratief vlak. Ook de andere belangrijke steden, zoals Kioto, Osaka, Nagasaki etc. werden door machi-bugyō bestuurd. De kanjō-bugyō was belast met de financiën van het bakufu en de rechtspraak over het gewone volk in de Tokugawa-domeinen. In geval van betwistingen die duidelijk de bevoegdheid van een van de bugyō te buiten ging, zetelden zij allen onder het voorzitterschap van de rōju in het hyōjōsho (評定所, Deliberatieraad) waar zij collectieve besluiten troffen.
- Soba-yōnin (側用人, Kamerheren van de shōgun): Het waren naaste medewerkers die fungeerden als schakel tussen de rōjū en de shōgun wiens bevelen zij doorgaven. Zij waren "het oog" van de shōgun binnen de centrale bestuurlijke organen.

##### Het plaatselijke bestuur

###### De lokale ambten van het bakufu
- Gundai (郡代, intendanten): Ze waren met vier en hadden in een paar sleutelgebieden het bestuur van enkele Tokugawa-landerijen.
- Daikan (代官, assistenten): 44 personen die de resterende Tokugawa-bezittingen moesten beheren.
- Jōdai (城代, beheerders van de kastelen): Deze stonden in voor de forten van Ōsaka en Sunpu.

###### De murakata san’yaku (村方三役) en het gonin-gumi (五人組).
Via deze twee bestuurlijke structuren hield het bakufu de dorpen onder haar controle.
Murakata san’yaku:
- De nanushi (名主, dorpshoofd): Hij was belast met het organiseren en superviseren van de registratie van het shūmon aratame (宗門改, burgerlijke stand) of de registers van de tempels en shintoïstische heiligdommen, de werking van de gonin gumi of Groepen van Vijf, het financiële beleid van het dorp, de allocatie der jaarlijkse heffingen etc.
- De kumigashira (組頭, groepshoofden): Het waren secretarissen of assistenten van het dorpshoofd. Gewoonlijk werden uit die personen die het best konden lezen of schrijven drie à vijf personen gerekruteerd om vooral de administratieve aspecten van het bestuur op zich te nemen.
- De hyakushōdai (百姓代, Vertegenwoordigers van de Boeren): Zij waren met twee à drie per dorp en konden beschouwd worden als een soort auditeurs die opkwamen voor de belangen van de boeren wanneer de lasten der heffingen werden toegewezen. Deze lasten beliepen doorgaans vijftig à zestig procent van de oogst.

Per dorp werden er belastingen geheven en een dorp als administratieve eenheid bestond uit vijftig à zestig gezinnen. Het bakufu voerde een strengen controle door op de dorpen omwille van de vereiste belastingen. De dorpen hadden wel de vrije keuze over hoe ze het belastinggeld inzamelden.
Gonin-gumi was een systeem dat alle gezinnen indeelde in groepen van vijf gezinnen (gonin-gumi), die golden als juridische entiteit. Dit hield in dat als één lid van de groep een overtreding beging, alle leden van de groep gestraft werden. De groep was ook verantwoordelijk voor het blussen of voorkomen van brand, het bestrijden of voorkomen van diefstal, het aandragen van christenen en vagebonden, het tekenen van contracten, uitvoeren van testamenten etc.

#### Xenofobie
Tijdens het Tokugawa-regime werden zo goed als alle banden met het buitenland en voornamelijk het Westen afgesloten. Dit kwam omdat men schrik had van de Westerse invloed. Voornamelijk het christendom werd als een gevaar beschouwd.

#### Het einde van het Tokugawa-bakufu
Het Tokugawa-bakufu werd ten val gebracht tijdens de Boshinoorlog. Na deze oorlog vond de Meiji-restauratie plaats. Het doek was over het bakufu gevallen en betekende het einde van de Bushi-klasse en standenmaatschappij.